# Lassad Nouioui
Lassad Nouioui (* 8. březen 1986) je tuniský fotbalista a bývalý reprezentant.

## Reprezentační kariéra
Lassad Nouioui odehrál za tuniský národní tým v roce 2009 celkem 2 reprezentační utkání.

## Statistiky
| Tunisko | Tunisko | Tunisko |
| Roky    | Záp.    | Góly    |
| ------- | ------- | ------- |
| 2009    | 2       | 0       |
| Celkem  | 2       | 0       |